# Buzoești
Buzoești is een Roemeense gemeente in het district Argeș.
Buzoești telt 6130 inwoners.